# L-300
Die L-300 (russisch Л-300) ist ein zwischen 1930 und 1939 in Serie gebautes sowjetisches Motorrad. Die Fertigung begann im Promet-Werk (Teil des Staatlichen Regionaltrusts der Leningrader Massenproduktionsanlagen, abgekürzt TREMASS) und wurde ab 1933 in das Maschinenbauwerk „Roter Oktober“ in Leningrad verlagert, wo sie 1939 auslief. Ein Großteil der Fahrzeuge ging an die Rote Armee, sie konnten jedoch auch von Privatpersonen gekauft werden.
Das Modell ist ein lizenzierter Nachbau der unter Leitung von Hermann Weber konstruierten und von 1929 bis 1930 von den Zschopauer Motorenwerken J. S. Rasmussen gebauten DKW Luxus 300.

## Modellgeschichte und Technik
Die Zschopauer Motorenwerke J. S. Rasmussen hatten 1922 mit dem Motorradbau begonnen und stellten bald robuste und konkurrenzlos preiswerte Gebrauchsmotorräder mit einfach zu produzierenden Zweitaktmotoren her. Unter dem Chefkonstrukteur Hermann Weber leisteten Techniker umfangreiche Forschungs- und Entwicklungsarbeit. Neben der Qualität hatten die Produktwerbung unter dem Verkaufsleiter Carl Hahn sowie zahlreiche Rennsporterfolge entscheidenden Anteil am folgenden rasanten Aufstieg: In Zschopau stand ab 1926 das erste Motorrad-Fließband der Welt und 1928 produzierte dort, gemessen an den Stückzahlen, erstmals die weltweit größte Motorradfabrik.
Dies blieb in der Sowjetunion – die bis dahin ohne nennenswerten eigenen Motorradbau war – nicht unbeachtet und staatlicherseits wurde ein Lizenznachbau der DKW Luxus 300 beschlossen.
Das Motorrad wurde in Leningrad von einer Gruppe von Ingenieuren unter der Leitung von Pjotr Wladimirowitsch Moscharow den dortigen Erfordernissen angepasst. Die ersten 25 Stück wurden im September 1930 im Promet-Werk, das zum TREMASS-Trust gehörte, hergestellt. Bis 1933 wurden lediglich 633 Stück endmontiert. Nach Produktionsverlagerung in das Maschinenbauwerk Roter Oktober stieg der Ausstoß deutlich.
Drei Motorräder des Typs nahmen 1931 an einer Fahrt von Leningrad über Nischni Nowgorod, Stalingrad, Woronesch nach Moskau teil. Die Distanz unter damals widrigen Straßenverhältnissen betrug 4631 Kilometer.
Der Rahmen wie auch die Scheiden der Parallelogrammgabel zur Vorderradführung sind aus Pressstahlprofilen. Das Hinterrad ist nicht gefedert. Am Gepäckträger befinden sich beidseitig Kästen für das Bordwerkzeug. Der Einzylinder-Zweitaktmotor mit 293 cm³ Hubraum leistete rund 6 PS, was für eine Höchstgeschwindigkeit von 80 km/h ausreicht. Das mit einem langen Schalthebel handgeschaltete Dreiganggetriebe ist hinter dem Motor getrennt eingebaut und mit ihm über eine Kupplung durch eine Kette (Primärantrieb) verbunden. Die Kraftübertragung auf das Hinterrad (Sekundärtrieb) erfolgt gleichfalls über eine Kette.
Eine Schwachstelle war die Bordelektrik: Durch die Verwendung eines einfachen Schwungraddynamos erhält man beim Fahren mit hohen Drehzahlen (zum Beispiel im ersten Gang) eine gute Lichtausbeute, bei zu hoher Drehzahl passierte es jedoch, dass der Glühfaden durchbrannte. Bei niedrigen Drehzahlen nahm die Lichtausbeute merklich ab. Das Motorrad hatte weder Rücklicht noch elektrisches Signal.
Die ab 1933 im Maschinenbauwerk Roter Oktober gebauten Motorräder zierte ab Werk an beiden Seiten des Tanks der entsprechende Schriftzug Красный Октябрь.

## Technische Daten
| Л-300                 | Л-300                                                     |
| --------------------- | --------------------------------------------------------- |
| Baujahre              | 1930–1939                                                 |
| Motor                 | fahrtwindgekühlter Einzylinder-Zweitaktmotor, Kickstarter |
| Steuerung             | Schlitzsteuerung                                          |
| Ladungswechsel        | Querstromspülung                                          |
| Bohrung × Hub         | 74 × 68 mm                                                |
| Hubraum               | 293 cm³                                                   |
| Nennleistung          | 6 PS (4,4 kW) bei 2700/min                                |
| Verdichtung           | 4,5 : 1                                                   |
| Gemischaufbereitung   | Vergaser, Typ Framo LK-22                                 |
| Schmierung            | Zweitaktgemisch 1 : 14 bis 1 : 18                         |
| Zündung               | Schwungrad-Magnetzündung                                  |
| Getriebe              | 3-Gang-Getriebe, getrennt eingebaut                       |
| Endantrieb            | Kette                                                     |
| Rahmenbauart          | Pressstahl-Profilrahmen                                   |
| Radstand              | 1320 mm                                                   |
| Radaufhängung vorn    | Parallelogrammgabel mit Schraubenfeder                    |
| Radaufhängung hinten  | Starrrahmen                                               |
| Felgengröße vorn      | Drahtspeichenrad, 26″                                     |
| Felgengröße hinten    | Drahtspeichenrad, 26″                                     |
| Bereifung vorn        | 3,25–26″                                                  |
| Bereifung hinten      | 3,25–26″                                                  |
| Bremse vorn           | Innenbacken-Trommelbremsen                                |
| Bremse hinten         | Innenbacken-Trommelbremsen                                |
| Leergewicht           | 125 kg                                                    |
| Höchstgeschwindigkeit | 80 km/h                                                   |
| Tankinhalt            | 14 l                                                      |
| Verbrauch             | 4–4,5 l/100 km                                            |
| Stückzahl             | 18.985                                                    |